# Progressione del record italiano dei 1500 metri piani maschili

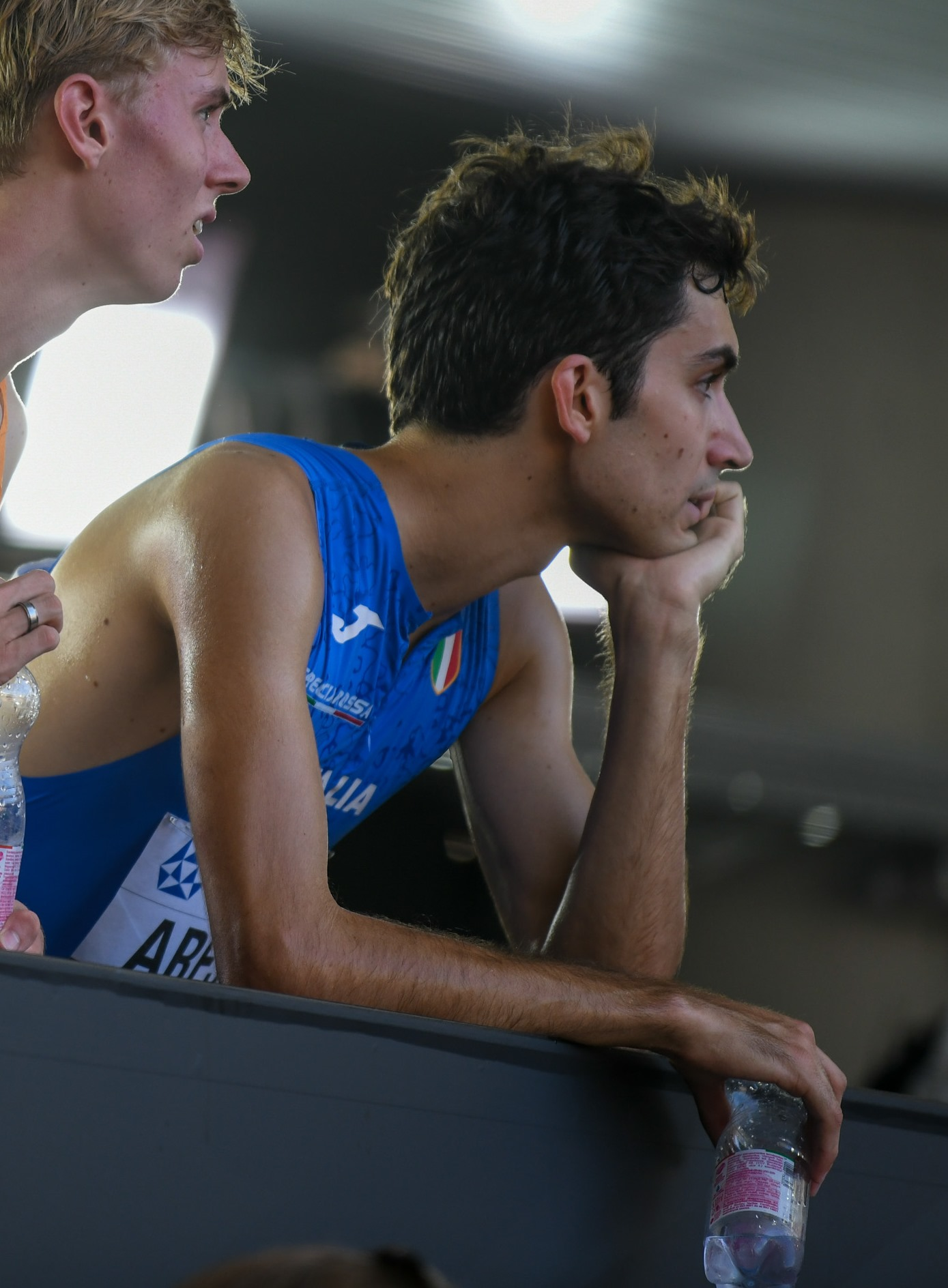
Pietro Arese, detentore del record italiano dei 1500 metri piani dal 2024.

La voce seguente illustra la progressione del record italiano dei 1500 metri piani maschili di atletica leggera.
Il primo record italiano maschile su questa distanza venne ratificato il 7 febbraio 1897.

## Progressione

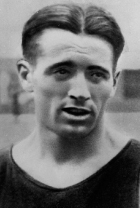
Luigi Beccali, detentore del record italiano dal 1928 al 1956.

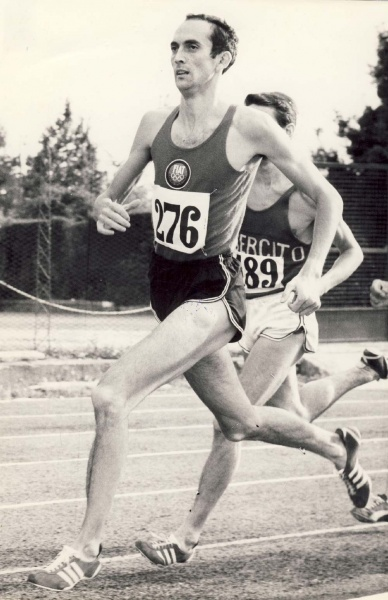
Franco Arese, detentore del record italiano dal 1966 al 1981.

| Tempo                      | Atleta              | Società                                    | Luogo       | Data              | Note  |
| -------------------------- | ------------------- | ------------------------------------------ | ----------- | ----------------- | ----- |
| 5'05"0                     | "Henry"             | Club Pedestre Milanese                     | Milano      | 7 febbraio 1897   |       |
| 5'00"0                     | Delfino Autheman    | Sport Club Audace Torino                   | Torino      | 15 agosto 1897    |       |
| 4'34"0                     | Emilio Banfi        | Club Pedestre Milanese                     | Genova      | 12 settembre 1897 |       |
| 4'25"1/5                   | Mario Nicola        | Sport Club Audace Torino                   | Torino      | 29 giugno 1902    |       |
| 4'19"0                     | Mario Nicola        | Sport Club Audace Torino                   | Torino      | 21 settembre 1902 |       |
| 4'16"1/5                   | Emilio Lunghi       | Società Ginnastica Andrea Doria            | Pavia       | 9 ottobre 1904    |       |
| 4'11"0                     | Aduo Fava           | Fortitudo Bologna                          | Bologna     | 7 maggio 1905     |       |
| 4'11"0                     | Dorando Pietri      | Società Ginnastica La Patria Carpi         | Bologna     | 7 maggio 1905     |       |
| 4'03"4/5                   | Emilio Lunghi       | Sport Pedestre Genova                      | Londra      | 13 luglio 1908    |       |
| 4'03"4/5                   | Disma Ferrario      | Gruppo Sportivo Officine Meccaniche Milano | Milano      | 2 giugno 1923     |       |
| 4'02"1/5                   | Disma Ferrario      | Gruppo Sportivo Officine Meccaniche Milano | Parigi      | 9 giugno 1923     |       |
| 4'02"1/5                   | Angelo Davoli       | Gruppo Sportivo Nafta                      | Bologna     | 30 maggio 1926    |       |
| 4'02"1/5                   | Giovanni Garaventa  | Gruppo Sportivo Nafta                      | Genova      | 24 luglio 1927    |       |
| 3'59"3/5                   | Luigi Beccali       | Pro Patria Milano                          | Colombes    | 10 giugno 1928    |       |
| 3'58"2/5                   | Luigi Beccali       | Pro Patria Milano                          | Genova      | 20 ottobre 1929   |       |
| 3'57"1/5                   | Luigi Beccali       | Pro Patria Milano                          | Colombes    | 13 luglio 1930    |       |
| 3'52"1/5                   | Luigi Beccali       | Pro Patria Milano                          | Milano      | 15 maggio 1932    |       |
| 3'51"2                     | Luigi Beccali       | Pro Patria Milano                          | Los Angeles | 4 agosto 1932     |       |
| 3'49"2                     | Luigi Beccali       | Pro Patria Milano                          | Torino      | 9 settembre 1933  |       |
| 3'49"0                     | Luigi Beccali       | Pro Patria Milano                          | Milano      | 17 settembre 1933 |       |
| 3'47"8                     | Gianfranco Baraldi  | Libertas Bergamo                           | Budapest    | 19 agosto 1956    |       |
| 3'45"7                     | Gianfranco Baraldi  | Libertas Bergamo                           | Trieste     | 28 settembre 1957 |       |
| 3'45"4                     | Gianfranco Baraldi  | VIII Comiliter Roma                        | Colonia     | 9 luglio 1958     |       |
| 3'42"3                     | Gianfranco Baraldi  | VIII Comiliter Roma                        | Stoccolma   | 22 agosto 1958    |       |
| 3'40"7                     | Franco Arese        | Fiat Torino                                | Celje       | 14 agosto 1966    |       |
| 3'40"7                     | Franco Arese        | Fiat Torino                                | Kongsvinger | 5 agosto 1967     |       |
| 3'40"5                     | Franco Arese        | Fiat Torino                                | Viareggio   | 20 agosto 1967    |       |
| 3'39"0                     | Franco Arese        | Atletica Balangero                         | Schio       | 13 luglio 1968    |       |
| 3'37"6                     | Franco Arese        | Atletica Balangero                         | Stoccarda   | 30 luglio 1969    |       |
| 3'36"3                     | Franco Arese        | Atletica Balangero                         | Milano      | 1º luglio 1971    |       |
| Cronometraggio elettronico |                     |                                            |             |                   |       |
| 3'35"93                    | Vittorio Fontanella | Pro Patria Pierrel                         | Zurigo      | 19 agosto 1981    |       |
| 3'35"79                    | Riccardo Materazzi  | Athletic Club Bergamo                      | Zurigo      | 22 agosto 1984    |       |
| 3'34"57                    | Stefano Mei         | Gruppo Sportivo Fiamme Oro                 | Rieti       | 7 settembre 1986  |       |
| 3'32"98                    | Gennaro Di Napoli   | Gruppo Sportivo Fiamme Oro                 | Pescara     | 19 luglio 1989    |       |
| 3'32"78                    | Gennaro Di Napoli   | Snam Gas Metano                            | Rieti       | 9 settembre 1990  |       |
| 3'32"13                    | Pietro Arese        | Gruppo Sportivo Fiamme Gialle              | Oslo        | 30 maggio 2024    | [ 1 ] |
| 3'30"74                    | Pietro Arese        | Gruppo Sportivo Fiamme Gialle              | Parigi      | 6 agosto 2024     |       |